# Èblana

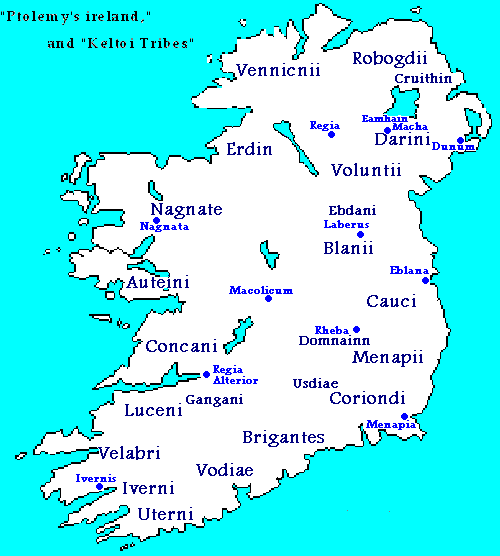
Mapa de la Irlanda de Ptolemeu, amb la situació d'Èblana

Èblana (en grec Ἔβλανα Éblana; en llatí Eblăna, æ) és el nom d'un antic assentament irlandès que apareix a la Geographia de Claudi Ptolemeu, cartògraf i astrònom grec escrit vers el 140. Tradicionalment, els erudits creien que estava situada al mateix lloc que la moderna ciutat de Dublín. Per exemple, l'escriptor del segle xix Louis Agassiz usava Eblana com a la forma del llatí equivalent a Dublín. Tanmateix, estudiosos més recents es decanten més per la vila costanera de Loughshinny, al nord del comtat de Dublín a causa de la seva proximitat a Drumanagh, un centre comercial important amb importants lligams amb la Britànnia romana (fins i tot s'ha descrit com a cap de pont d'una possible invasió romana). Tanmateix, no hi ha cap prova definitiva per lligar Èblana amb qualsevol ubicació, per la qual cosa la seva ubicació exacta continua sent matèria d'especulació.
 

## Èblana com a Dublín
Si la referència a un assentament a Irlanda anomenat Èblana és, de fet, la primera referència a Dublín, això podria donar a Dublín un reclam just a gairebé dos mil anys d'antiguitat, ja que l'assentament ha d'haver existit força temps abans de la seva descripció per Ptolemeu.
Els primers antiquaris irlandesos com Sir John Ware i Walter Harris creu que el nom d'Èblana en la Geographia de Ptolemeu era en realitat una corrupció de Deblana, versió del nom gaèlic Dubh Linn (aigües fosques), de la qual deriva el nom actual Dublín. Per una raó o una altra els antics geògrafs sovint eliminaven les lletres inicials dels topònims. Per exemple, en lloc de Pepiacum i Pepidii (a Gal·les), Ptolemeu escriu Epiacum i Epidii i de Dulcinium (ara Ulcinj a Montenegro), Ulcinium.
Hi ha diversos problemes amb aquesta teoria:
- L'assentament gaèlic més antic a l'indret de Dublín és conegut segons les fonts locals amb el nom d'Áth Cliath ("Gual de tanques"). Duiblinn apareix per primer cop com a assentament eclesiàstic cristià i no podia haver estat usat abans del seble V.

- La descripció d'Irlanda feta per Ptolemeu no mostra cap traça d'ocupacions goidèlica o laginiana del territori, ambdues de les que van tenir lloc alguns segles abans de l'arribada de Ptolemeu. O'Rahilly (1946) va arribar a la conclusió que la seva descripció probablement es basa en les dades recollides al segle iv aC per l'explorador grec Píteas.

- Alguns dels primers texts de la Geographia de Ptolemeu anomenen l'assentament Ebdana (les lletres majúscules gregues lambda i delta són similars i fàcilment confonibles: Λ i Δ). Considerant el grau de corrupció que el treball de Ptolemeu pot haver patit en la transmissió, és impossible dir quina, si n'hi ha alguna, d'aquestes variants és la forma correcta.

- Les coordenades que Ptolemeu dona per Èblana posa l'assentament al nord del comtat de Dublín, a molts kilòmetres de la moderna Dublín.

- L'Èblana de Ptolemeu no estava al costat de cap riu. En la Geographia Èblana es troba entre les boques de dos rius: el Buvinda (avui riu Boyne) i l'Oboka. Com que els primers antiquaris creien que Èblanas era Dublín identificaren Oboka amb el riu que desembocava al mar per Arklow al comtat de Wicklow, que van anomenar Ovoca (ara riu Avoca). De fet, l'Oboka de Ptolemeu sembla el riu Liffey, i el seu Modonnos probablement representa l'Avoca. Per tant, Èblana es troba en algun indret entre les boques del Boyne i del Liffey.

## Èblana com altres indrets
En l'època que Ptolemeu va escriure la Geographia hi havia dues àrees d'activitat significativa al nord del comtat de Dublín. Un era a la desembocadura del riu Delvin on dos grups considerables de tombes de cambra haurien estat clarament visibles des del mar durant diversos milers d'anys. Com s'ha assenyalar anteriorment Ptolemeu sovint deixa caure les lletres inicials dels noms i un canvi de "Ebhlana" a "Delvin" podria ser vist com una possibilitat de canvi fònic. La segona àrea d'activitat internacional es basa en la fortalesa promontori de Drumanagh al sud de l'actual Loughshinny, que era probablement un lloc comercial, però pot haver estat utilitzat com un cap de pont per Agrícola.
Per tant, és just dir que la identitat de l'Èblana de Ptolemeu encara és desconeguda i la identificació amb la ciutat de Dublín, en el millor dels casos, problemàtic i altament especulativa.